# بارتل بی‌ام ۴
بارتل بی‌ام ۴ (به انگلیسی: Bartel_BM_4) یک هواگرد ملخ‌پیشین تک‌موتوره از نوع هواپیمای آموزشی ساخت شرکت Samolot, هواگردسازی پودلاشه است. هواگرد بارتل بی‌ام ۴ نخستین پروازش را در ۲۰ دسامبر ۱۹۲۷ میلادی انجام داد. این هواگرد در سال ۱۹۲۹ میلادی رسماً معرفی گردید و در سال‌های ۱۹۲۸–۱۹۳۲ تولید شده‌است. در مجموع، تعداد ~۷۵ فروند از این هواگرد ساخته شده‌است.